# Liste der Naturdenkmale in Steinwenden
Die Liste der Naturdenkmale in Steinwenden nennt die im Gemeindegebiet von Steinwenden ausgewiesenen Naturdenkmale (Stand 2. April 2013).

## Naturdenkmale
| Nr.         | Bezeichnung              | Lage                                    | Beschreibung                                            | Bild                                    |
| ----------- | ------------------------ | --------------------------------------- | ------------------------------------------------------- | --------------------------------------- |
| ND-7335-248 | Alter Friedhof           | Steinwenden, Turmstraße, bei Nr. 2 Lage | ehemaliger Gemeindefriedhof; flächenhaftes Naturdenkmal | Direkt Bild zu diesem Denkmal hochladen |
| ND-7335-256 | Drei Linden              | Obermohr, nördlich des Ortes Lage       | Tilia sp., drei Bäume                                   | Direkt Bild zu diesem Denkmal hochladen |
| ND-7335-272 | Storchenbaum             | Weltersbach, Moormühle, bei Nr. 1 Lage  | Alnus glutinosa                                         | Direkt Bild zu diesem Denkmal hochladen |
| ND-7335-280 | Feuchtwiese im Sickental | Obermohr, nordwestlich des Ortes Lage   | Feuchtwiese; flächenhaftes Naturdenkmal                 | Direkt Bild zu diesem Denkmal hochladen |